# Boris Markarov
Boris Nikitisj Markarov (Russisch: Борис Никитич Маркаров) (Volchov, 12 maart 1935 – Sint-Petersburg, 23 april 2023) was een Russische waterpolospeler.
Boris Markarov nam als waterpoloër eenmaal deel aan de Olympische Spelen, en wel aan die van 1956. Tijdens de finale ronde van het toernooi van 1956 nam hij deel aan de bloed-in-het-waterwedstrijd. Hij veroverde met het Sovjetteam een bronzen medaille.
Viktor Agejev · 
Pjotr Breus · 
Nodar Gvacharia · 
Boris Gojchman · 
Vjatsjeslav Koerennoj · 
Boris Markarov · 
Petre Msjvenieradze · 
Valentin Prokopov · 
Michail Ryzjak · 
Joeri Sjljapin
1. ↑  (ru) Бронзовый призер Олимпийских игр по водному поло Борис Маркаров скончался в Петербурге. Gearchiveerd op 30 april 2023.